# Carl Johan Svanfeldt
Carl Johan Svanfeldt, född 23 augusti 1836 i Södra Sandsjö socken, död 7 januari 1908 i Söderköping, var en svensk nykterhetsman.
Carl Johan Svanfeldt var son till skolläraren Magnus Mattesson. Han drev färgerirörelse jämte garn- och vävnadshandel i Växjö samt från 1891 även i Söderköping, där han från samma år var bosatt. Båda rörelserna drev han till sin död. Svanfeldt uppnådde en inflytelserik ställning som industriman och var ordförande i Söderköpings fabriks- och hantverksförening. Han tillhörde stadsfullmäktige i Växjö 1885–1891 och i Söderköping 1897–1907. Svanfeldt var en av förgrundsfigurerna inom den svenska nykterhetsrörelsen under dess genombrottstid. Redan 1882 tog han initiativ till bildandet av en godtemplarloge i Växjö, de följande åren företog han på egen bekostnad agitationsturnéer i Växjö län. Moderat till sin allmänna åskådning hörde Svanfeldt till de som efter sammanslagningen 1887 av de Hickmanska och Malinsska ordensgrenarna ansåg den nya ordensledningen för radikal i religiöst hänseende. Han deltog därför 1888 i bildandet av Nationalgodtemplarorden, vars chef han var 1893–1907. Det var i hög grad Svanfeldts förtjänst, att den nya orden, som i början led hårt av splittingsandan, vann arbetsro och slagkraft. Han lade även stor energi på samarbetet mellan de olika nykterhetssällskapen.